# Khadija Abeba
Khadija Abeba est la présidente de la Cour suprême de Djibouti et la plus haute fonctionnaire du pays.

## Biographe
Elle est nommée présidente de la Cour suprême de Djibouti en 1996. En cas de maladie ou de décès du président Ismaïl Omar Guelleh, Khadija Abeba deviendrait chef de l'Etat,,. Les droits de l'homme à Djibouti sont une préoccupation majeure de Khadija Abeba, elle organise des ateliers avec la Ligue Djiboutienne des Droits de l'Homme (LDDH) pour explorer des solutions aux problèmes auxquels le pays est confronté.
Khadija Abeba devient la première femme juge en 1977, et en 1996, elle devient la première femme à Djibouti à être présidente de la cour d'appel,. Elle a été suivie dans le système judiciaire djiboutien par les juges Chantal Clément, Fozia Hassan Bahdon et Naïba Djama. Elle est connue comme une législatrice progressiste à Djibouti. Alors que les femmes ont le droit de vote à Djibouti, leur représentation politique est encore limitée.